# Meeri Saari
Meeri Saari (Meeri Anna-Liisa Saari; * 16. September 1925 in Urjala; † 1. Oktober 2018 ebd.) war eine finnische Kugelstoßerin und Diskuswerferin.
Bei den Olympischen Spielen 1952 in Helsinki wurde sie Achte im Kugelstoßen mit ihrer persönlichen Bestleistung von 13,02 m.
Achtmal wurde sie Finnische Meisterin im Kugelstoßen (1948–1955) und einmal im Diskuswurf (1948).